# カール・グスタフ・ヴィット

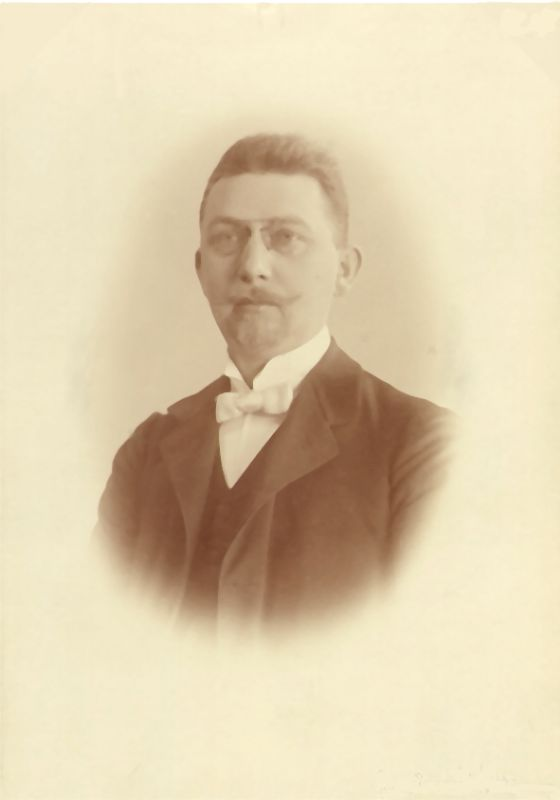
カール・グスタフ・ヴィット

カール・グスタフ・ヴィット（Carl Gustav Witt、1866年10月29日 – 1946年1月3日）は、ドイツの天文学者である。地球近傍小惑星 (NEAs)として有名な(433)エロスを含む2つの小惑星を発見した。
ドイツの民間科学団体ウラニア・ソサイエティが1889年に建設したベルリンのウラニア天文台の天文学者となり、写真を使った観測で1896年10月8日に(422)ベロリーナを発見し、1898年8月13日に非常に早く動く天体(433)エロスを発見した。
エロスは初めて発見された地球近傍小惑星で、1900年に地球に接近した。
小惑星(2732)ヴィットは彼を記念して命名された。